# Podospora pauciseta
Podospora pauciseta är en svampart som först beskrevs av Vincenzo de Cesati, och fick sitt nu gällande namn av Giovanni Battista Traverso 1907. Podospora pauciseta ingår i släktet Podospora och familjen Lasiosphaeriaceae.  Arten är reproducerande i Sverige. Inga underarter finns listade i Catalogue of Life.